# Řád kultury
Řád kultury (japonsky: 文化勲章) je japonské státní vyznamenání založené roku 1937. Udílen je v jediné třídě za zásluhy o japonské umění, literaturu, vědu, technologii a další oblasti blízké kultuře. Hlavou řádu je japonský císař, který jej osobně udílí v Den kultury.

## Historie
Řád byl založen Hirohitem císařským výnosem č. 9 dne 11. února 1937. Původní návrh odznaku ve tvaru květu sakury byl císařem zamítnut z důvodu, že květy sakury, které rychle opadají, jsou vhodnější pro vojenská vyznamenání která se řídí zásadami bušidó. Pro kulturní ocenění se jako vhodnější jevila mandarinka, která je stálezeleným stromem symbolizujícím věčnost, stejně jako kulturní činnost, která má trvalý, věčný význam.

## Pravidla udílení
Řád je udílen mužům i ženám v jediné třídě za zásluhy o japonské umění, literaturu, vědu, technologii a další oblasti blízké kultuře. Je udílen každoročně japonským císařem v Den kultury, který je japonským státním svátkem slaveným 3. listopadu. Císař jej vyznamenaným předává osobně během zvláštního ceremoniálu, který se koná v Císařském paláci.
Kandidáti na udělení Řádu kultury jsou vybíráni ministrem školství, kultury, sportu, vědy a technologií z osob se zvláštními kulturními zásluhami. Ministr nejdříve vyslechne názory všech členů výběrové komise pro osoby se zvláštními kulturními zásluhami. Následně pak vybrané nominace přednese předsedovi vlády, aby o nich mohl rozhodnout vládní kabinet. Udílen je především občanům Japonska, pouze ve výjimečných případech může být udělen i cizincům. Mezi vyznamenanými cizinci byli američtí astronauti Neil Armstrong, Michael Collins a Buzz Aldrin, kteří řád obdrželi v roce 1969.

Podle japonského zákona není možné udělení Řádu kultury kombinovat s peněžní odměnou. Proto byl v roce 1951 ustanoven systém Osob se zvláštními kulturními zásluhami a to Zákonem o penzích osob se zvláštními kulturními zásluhami. Účelem bylo ocenit osoby za kulturní zásluhy přiznáním speciální vládou vyplácené renty. Zpětně byla tato roční penze přiznána i osobám oceněným Řádem kultury do roku 1950. Od roku 1955 byli nově ocenění lidé vyhlašováni v Den kultury, tedy ve stejný den, kdy je udílen Řád kultury. Od roku 1979 je řád obecně udílen osobám, kterým již byl udělen titul Osoby se zvláštními kulturními zásluhami. Z nich přibližně polovina se dočká i ocenění Řádem kultury. Výjimečně je titul i řád udělen najednou, obvykle se tak stává až po letech.

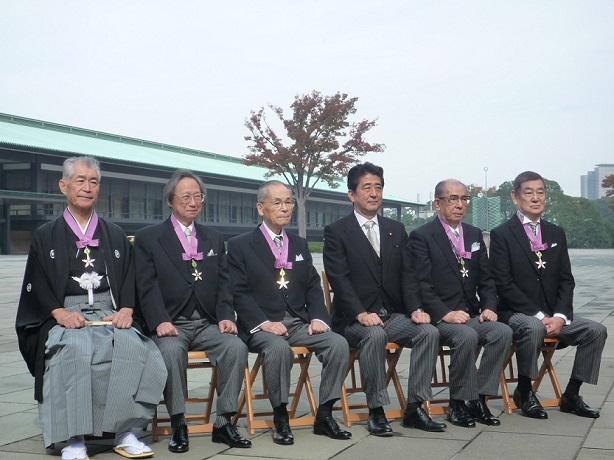
Vyznamenaní Řádem kultury mezi nimiž sedí tehdejší předseda vlády Šinzó Abe (2013)
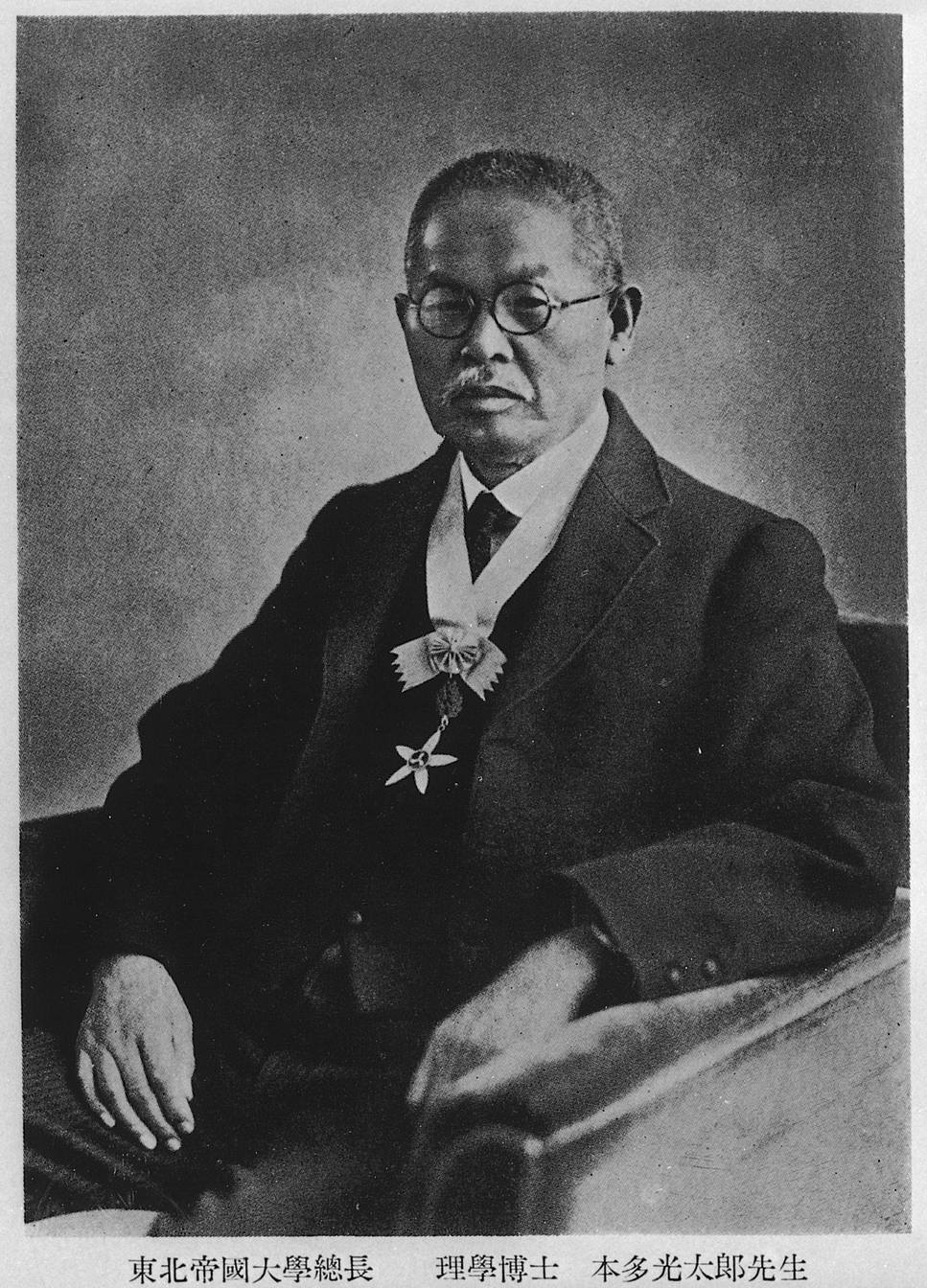
Rektor jedné z japonských univerzit vyznamenaný řádem kultury (publikováno 1938)
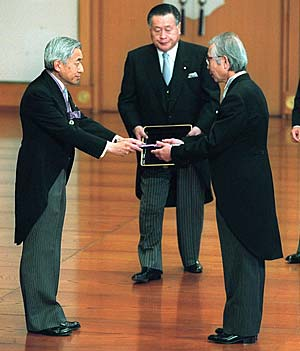
Císař Akihito předává vyznamenanému Řád kultury (2000)

## Insignie
Řádový odznak má tvar bíle smaltovaného květu Citrus tachibana. Uprostřed je kulatý červeně smaltovaný medailon s modrým lemováním. V medailonu jsou tři jadeity ve tvaru magatama. Tento symbol se v Japonsku objevuje od období Džómon do období Kofun, tedy přibližně od roku 1000 př. n. l. do 6. století n. l. Ke stuze je odznak připojen přechodovým článkem v podobě zeleně smaltovaného věnce spleteného z listů mandarinky obecné a zdobeného jejími plody. Na zadní straně je nápis Řád za zásluhy.
Stuha je jasně fialová.
Řád se nosí na stuze kolem krku.